# ادموند جوزف سالیوان
ادموند جوزف سالیوان (به انگلیسی: Edmund Joseph Sullivan)، زادهٔ (۱۸۶۹–۱۹۳۳میلادی) که معمولاً با نام (E. J. Sullivan) نیز شناخته می‌شد، تصویرگر کتب و مجلات انگلیسی بود که سبک تصویرگری سنتی انگلیسی را با جنبهٔ هنر نو تلفیق کرد. از مشهورترین کارهای او تصویرگری رباعیات خیام در سال ۱۹۱۳ بود که در نسخه‌های زیادی منتشر شده‌است.

## نگارخانه

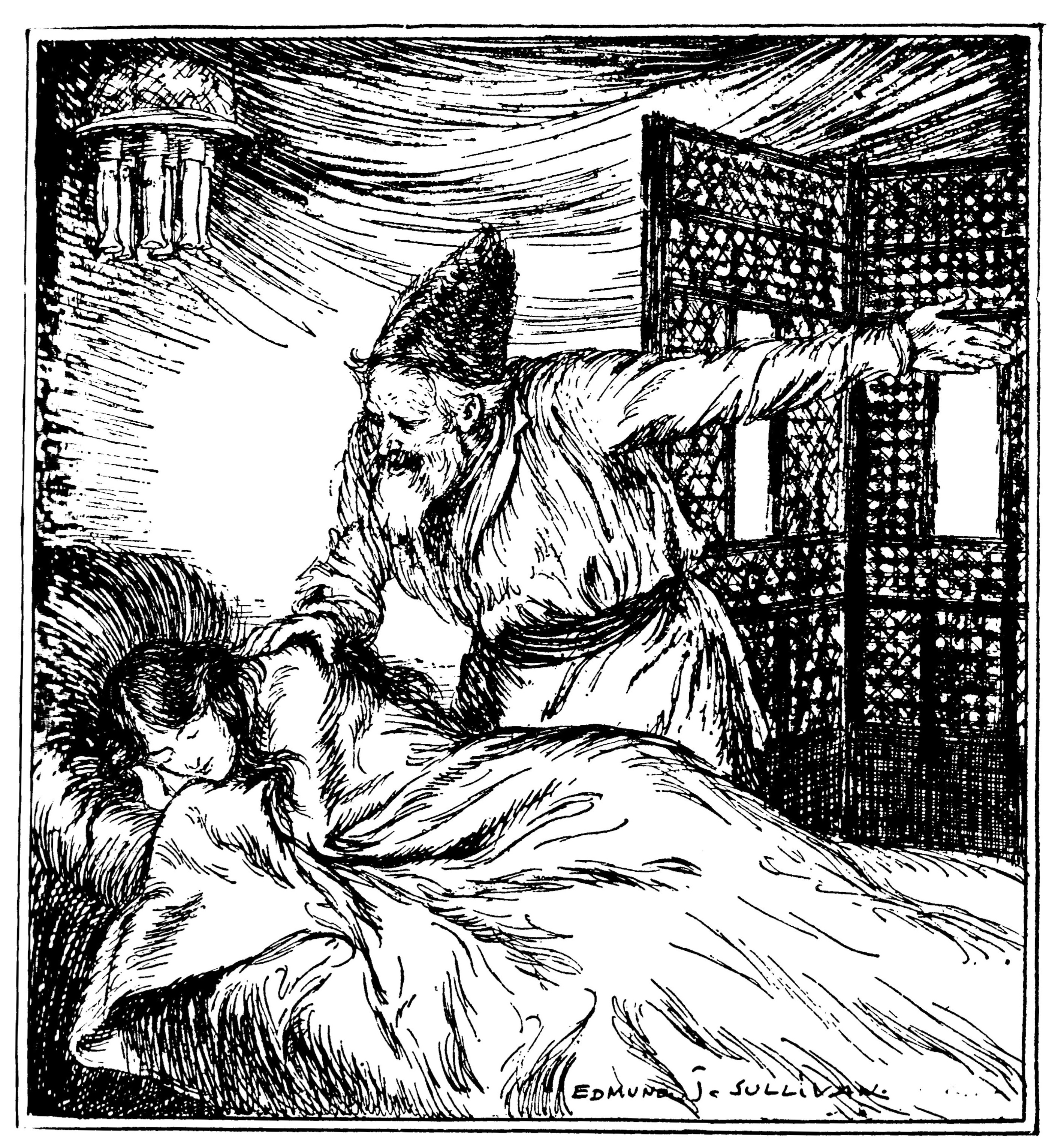
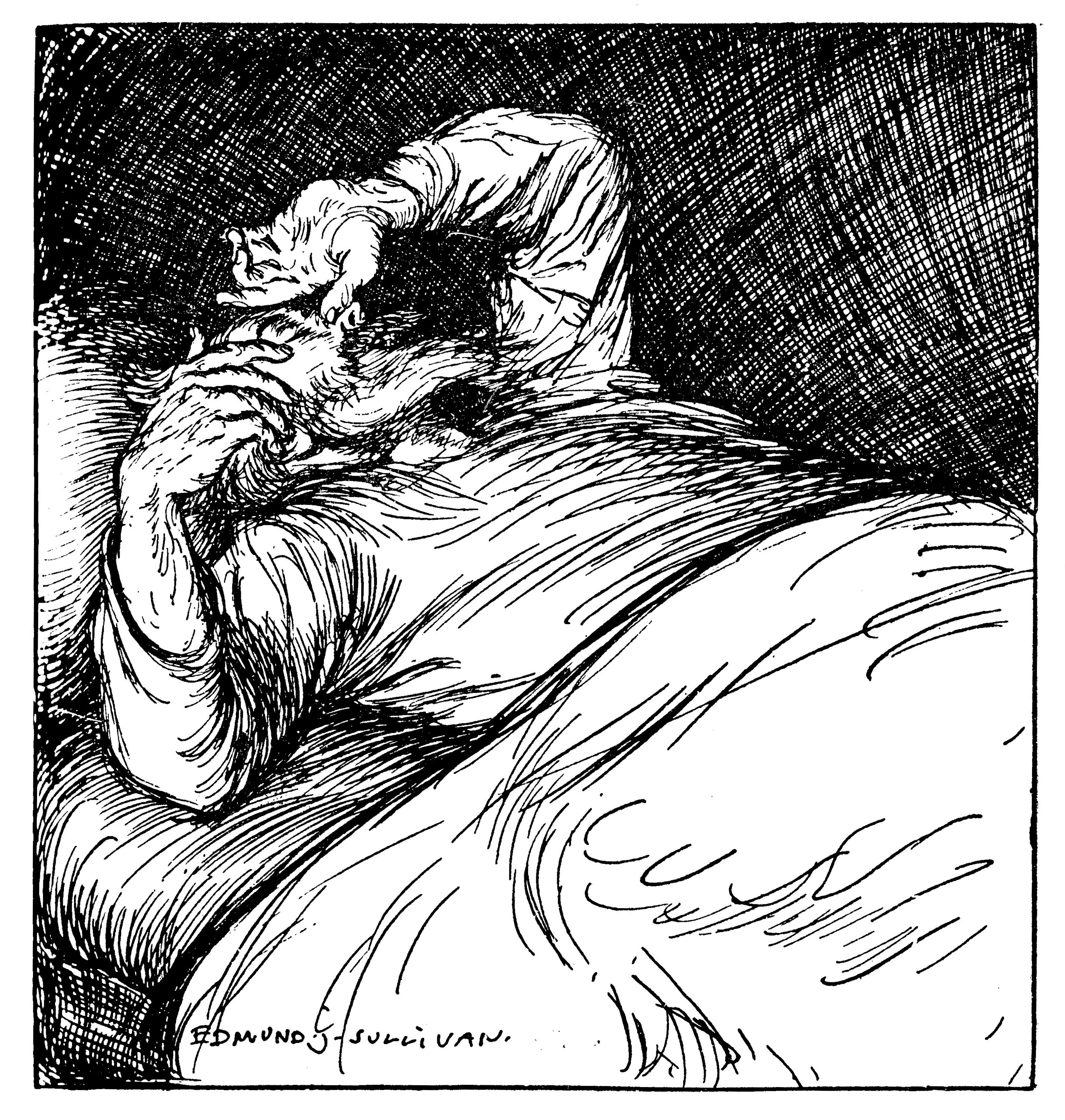
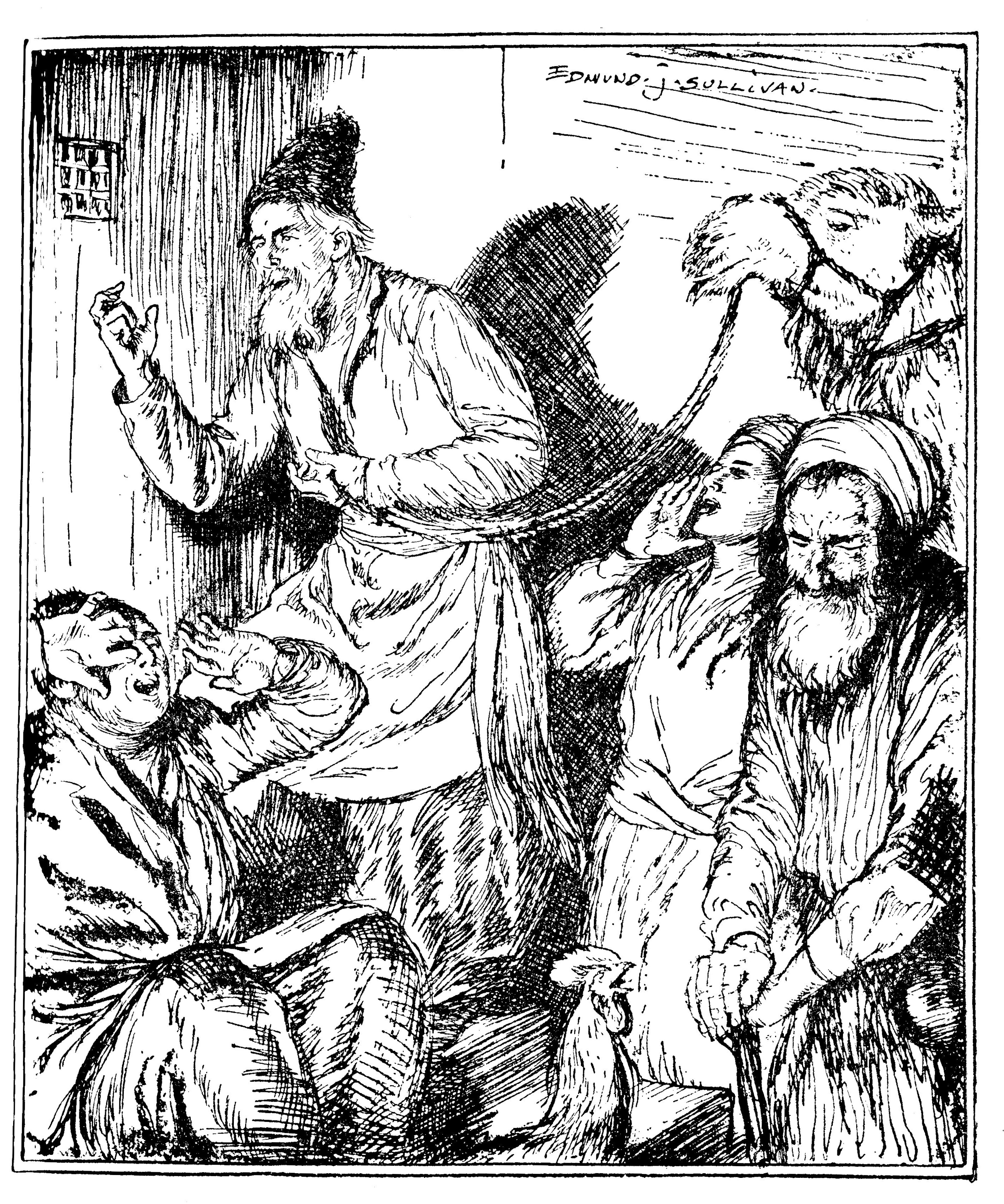
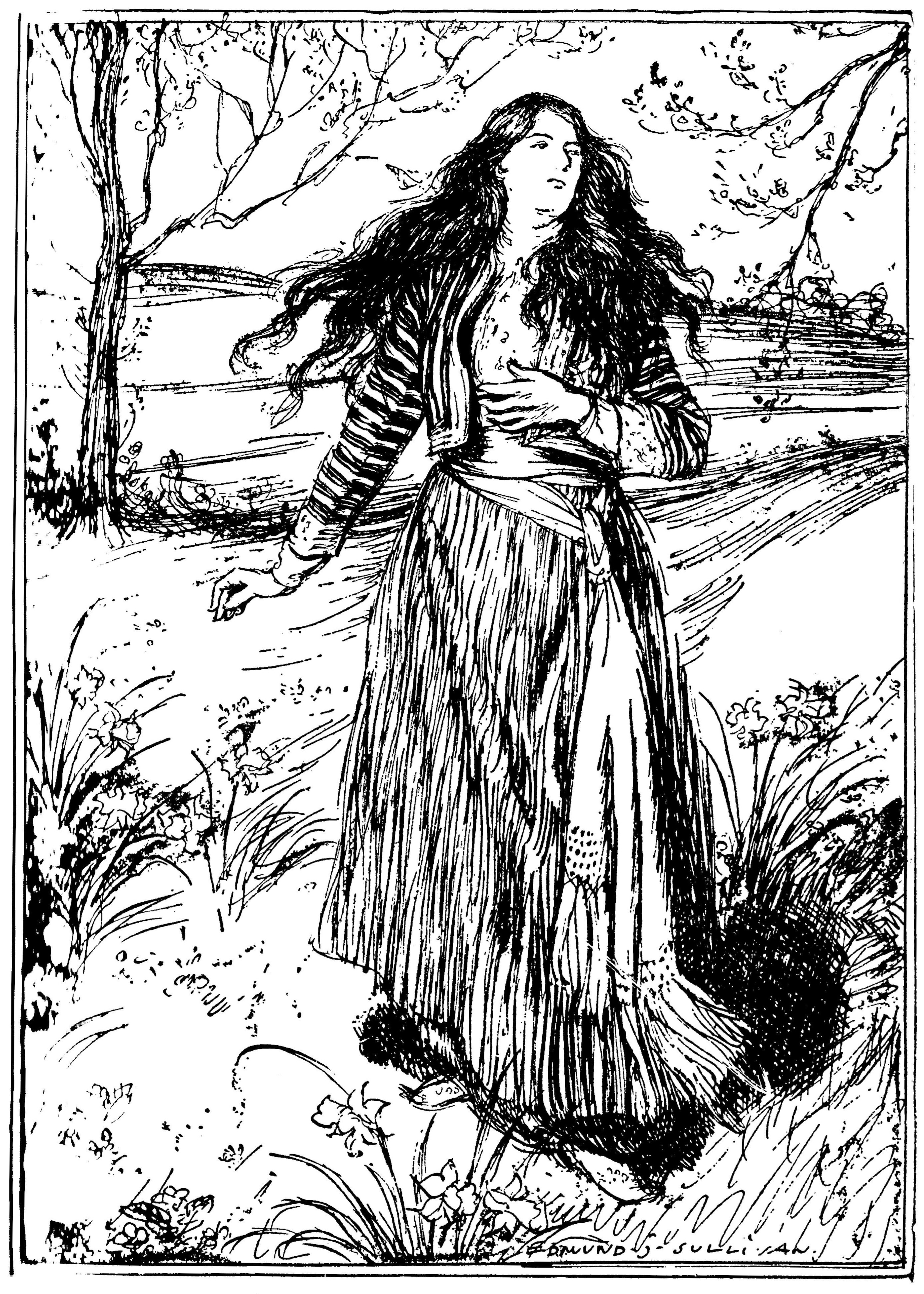
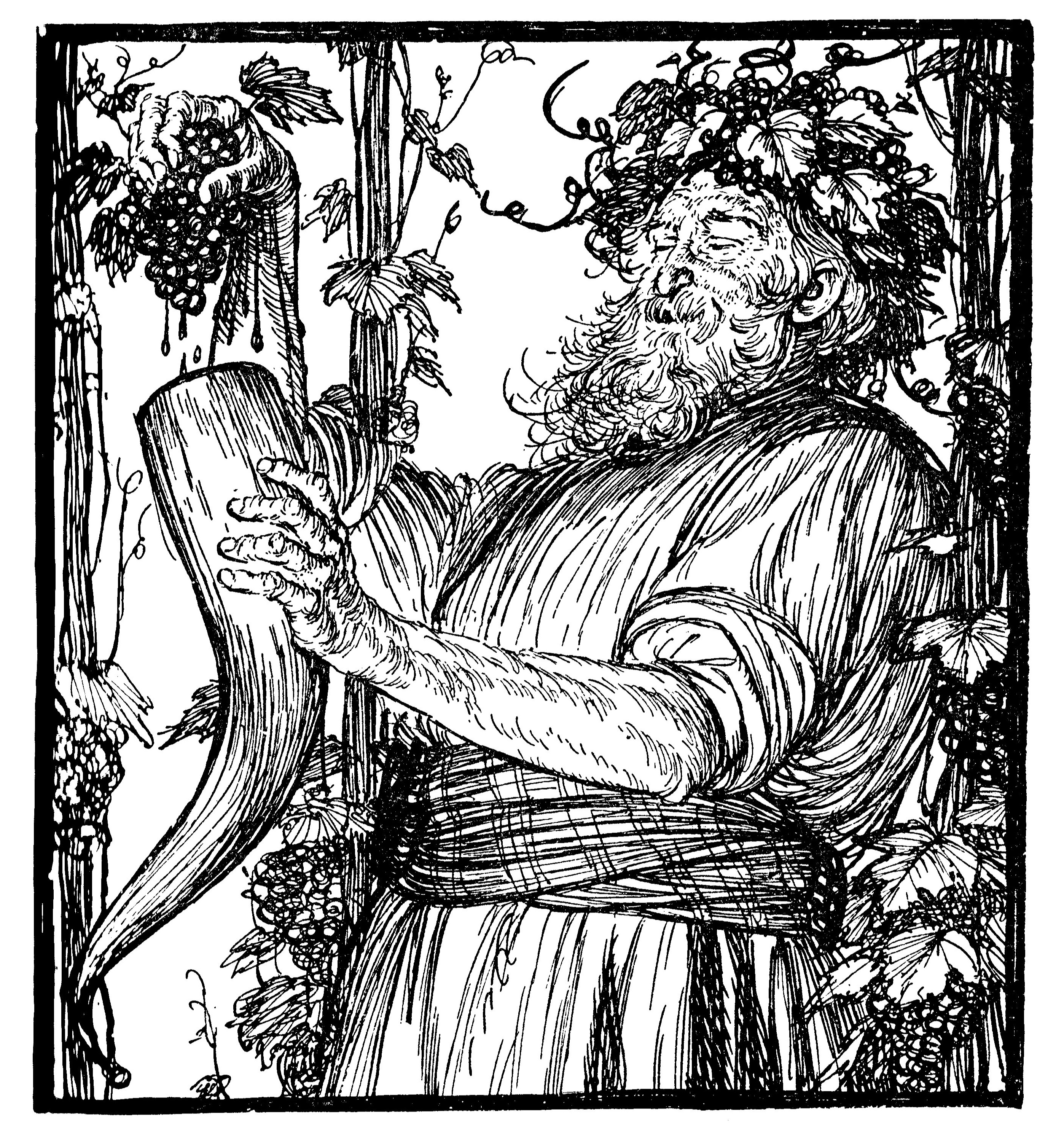
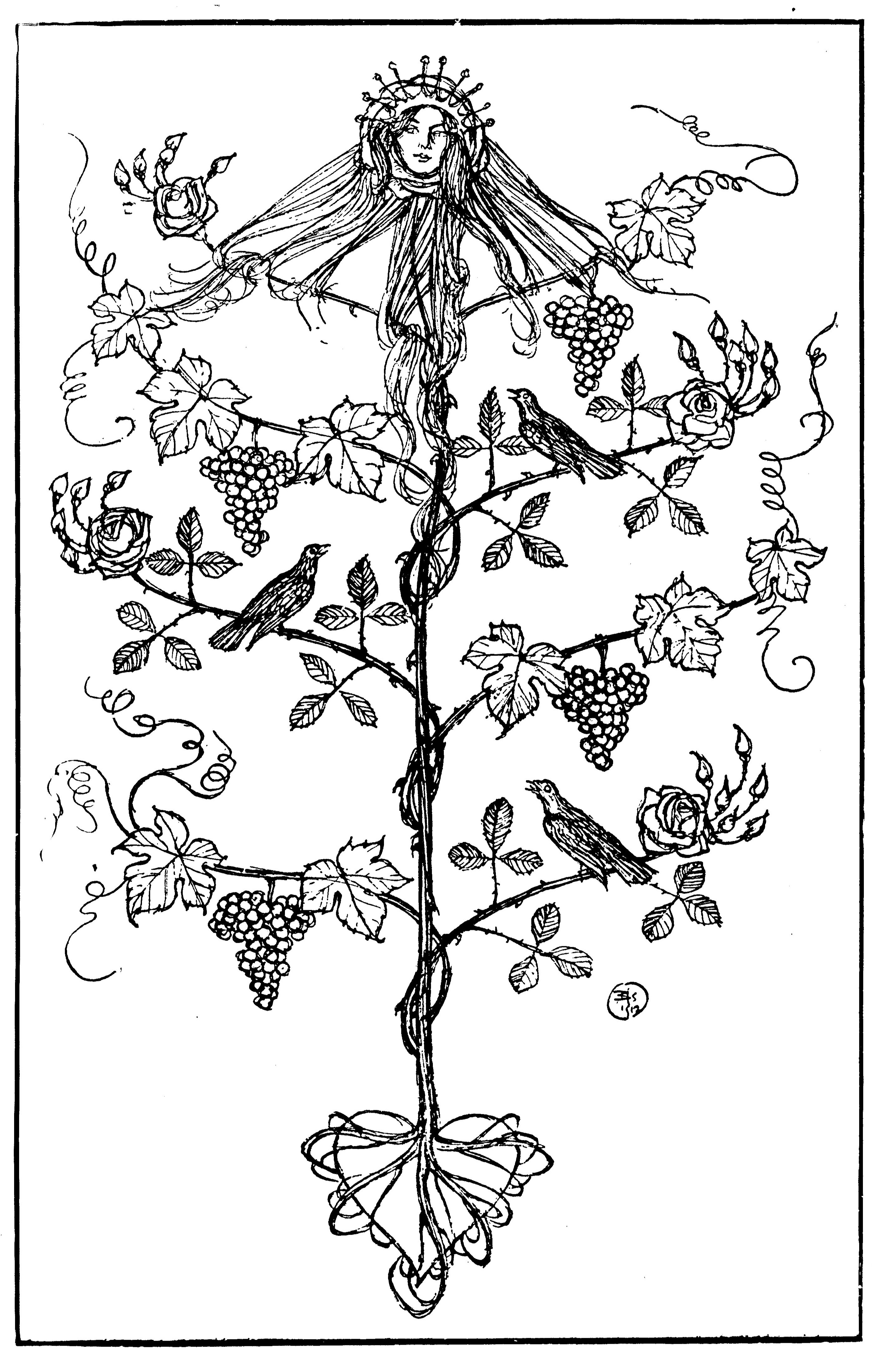
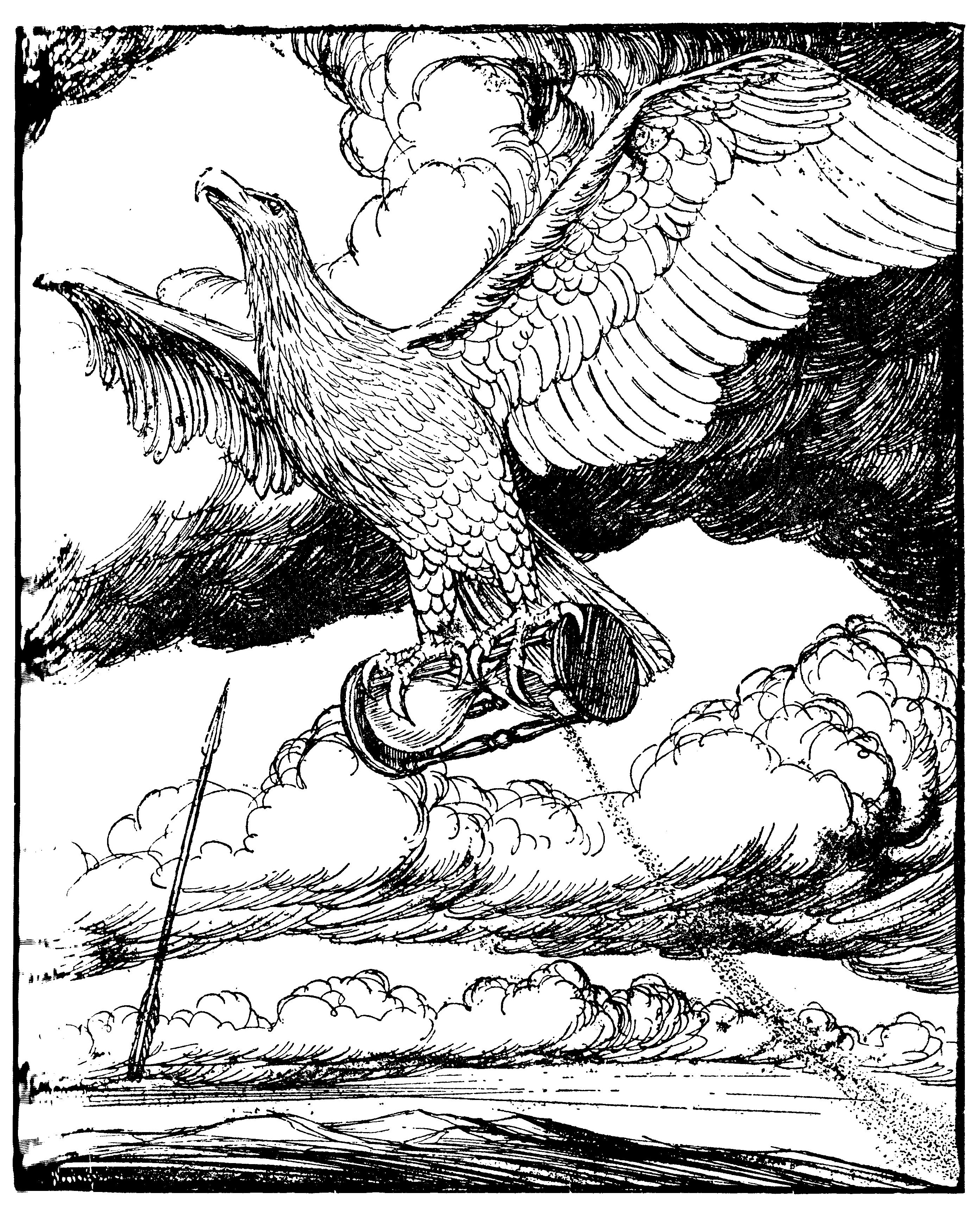
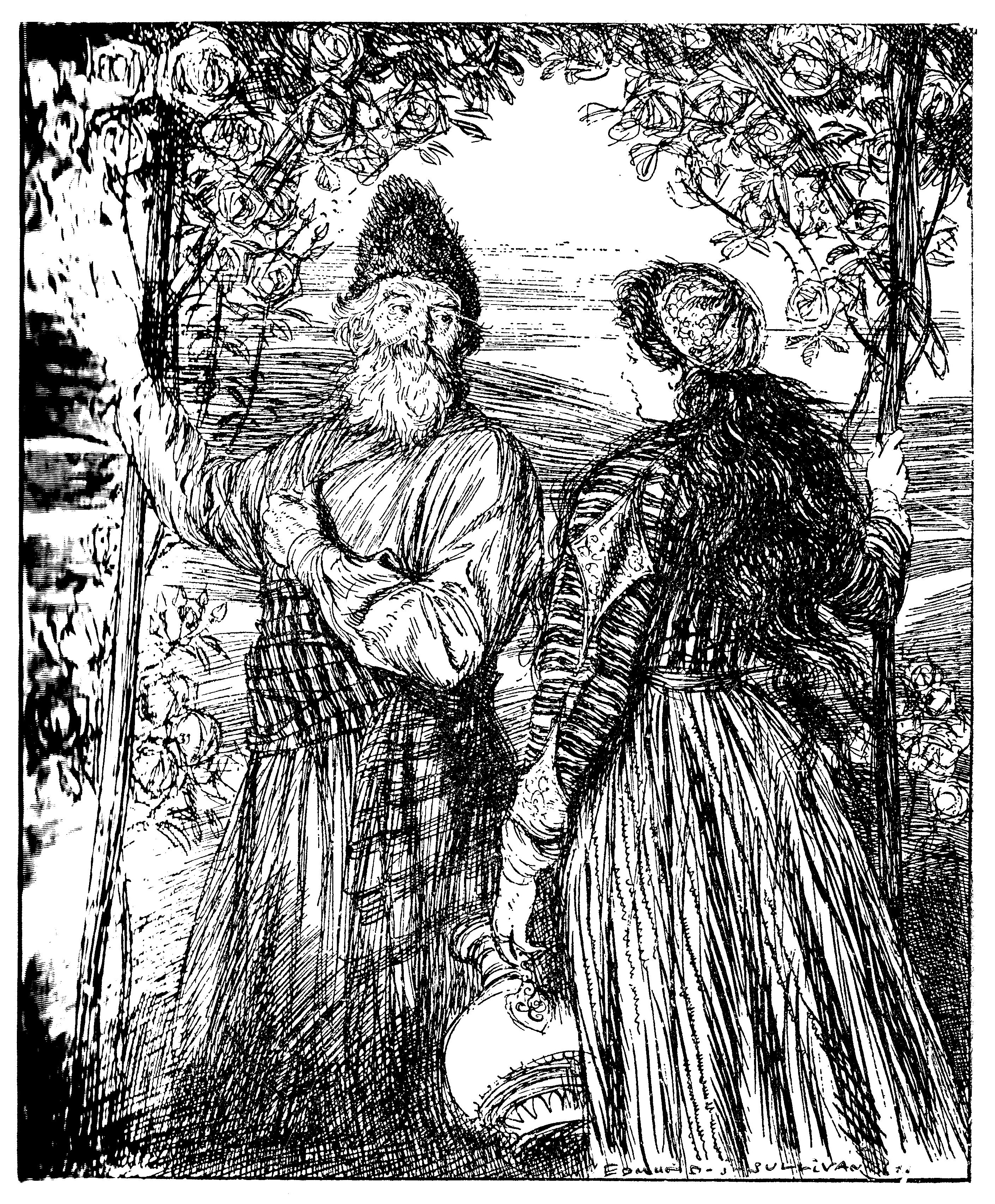
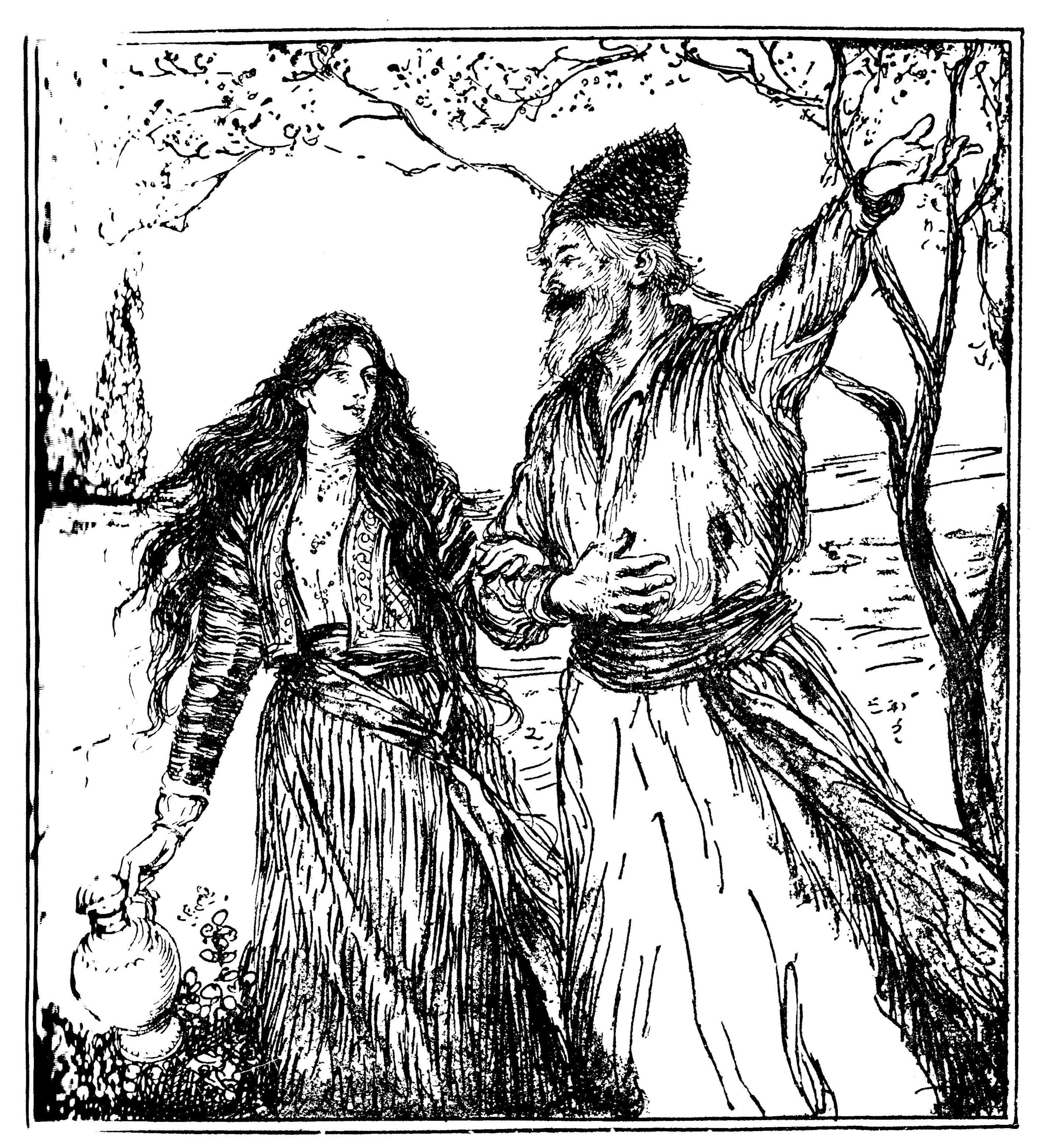
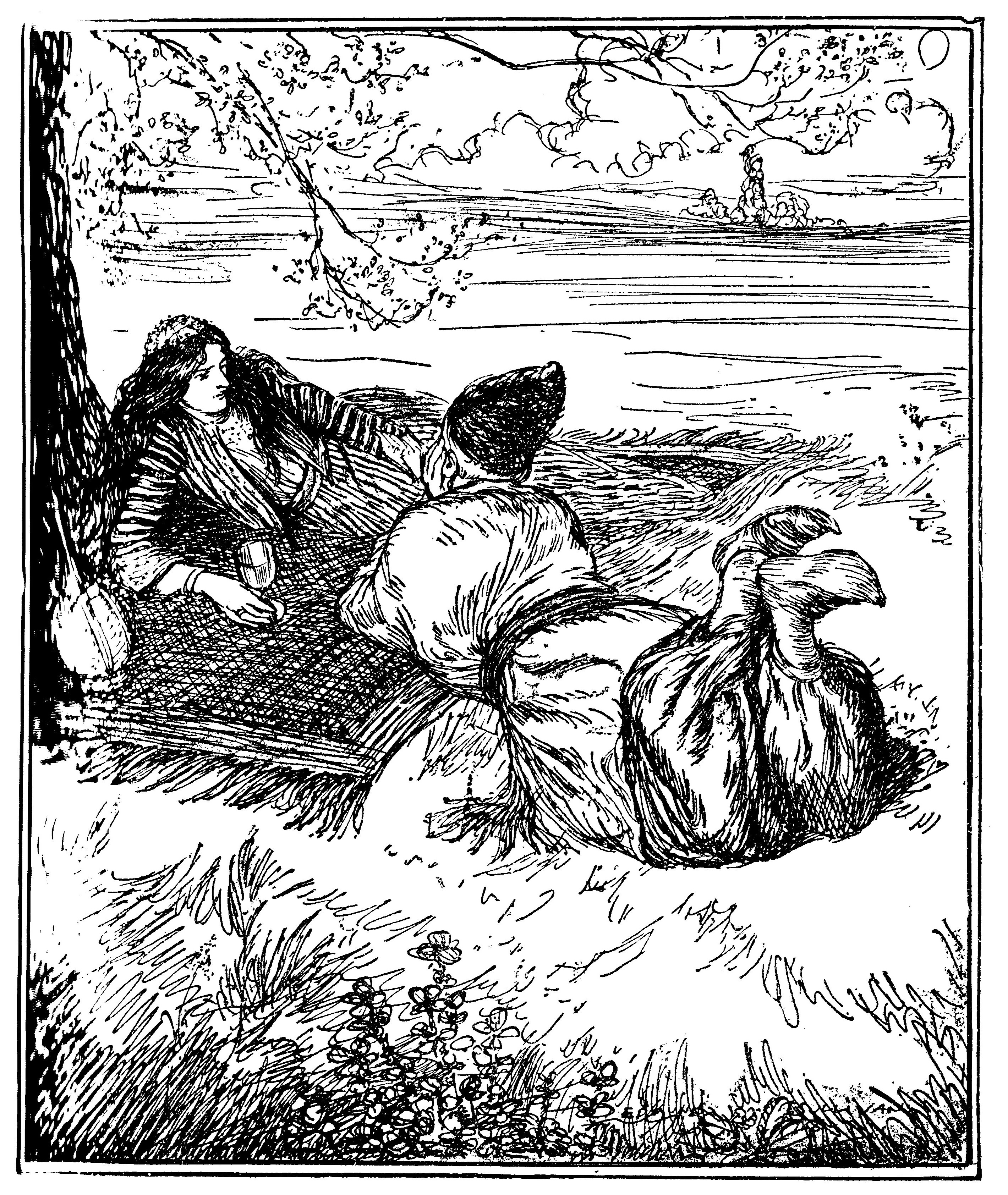